# المدرسة الزنجرلية
المدرسة الزنجرلية هي مدرسة بنيت من الحجر على يد منلي الأول جيراي في عام 1500 بالقرب من باغجه سراي، في شبه جزيرة القرم حين كان يسكنه مسلمون من تتار القرم قبل التطهير العرقي والترحيل القسري للمسلمين.

## التاريخ
تأسست المدرسة الزنجرلية في عام 1500 على يد الخان منلي الأول جيراي. كانت مدرسة إسلامية تقليدية للتعليم العالي، وخدمت أجيالًا من الطلاب حتى عام 1917، عندما حولتها السلطات البلشفية إلى كلية طبية. في عام 1939، أصبح مجمع المباني المحيطة بالمدرسة الزنجرلية مستشفى للأمراض العقلية. بعد عودتهم إلى وطنهم، تمكن تتار القرم من السيطرة على مبنى المدرسة التاريخي.
يقع القبر المفقود لإسماعيل بك جاسبيرالي أيضًا داخل مجمع المدرسة ويمثله علامة قبر رمزية. تأخذ المدرسة اسمها من السلسلة الكبيرة (الزنجرل) المعلقة فوق باب المدخل.